# Апија
Апија је главни и једини град државе Самоау Тихом океану у оквиру Полинезије. Налази се на северној обали острва Уполу. У Апији је 2001. године живело око 38.800 становника. Град је део округа Туамасага.
На оближњем брду Веа сахрањен је Роберт Луис Стивенсон, а његова кућа, Ваилима је данас резиденција шефа државе.

## Географија
Апија се налази у луци на обали Пацифика на ушћу реке Вајисигано. У рељефу доминира пространа низија која се у залеђу издиже у планину тј. брдо Монт Веа висине 472 метра. 

### Клима
Клима ових простора је екваторијална влажна са уједначеним месечним температурама које се крећу између 28° и 30°C. Падавине су најинтензивније у летњој половини године (новембар-март) са максимумом у јануару (450 mm), док се у зимској половини (април-октобар) много мање талога (август око 80 mm).

## Историја
Око 1800. године Апија је била село са приближно 300 становника. Као и свако место на Самои и овај град има свог „матаи вођу“. Модерно насеље основано је 1850. године, а главни град Самое званично је постао 1959. године. Године 1889, у градској луци тајфун је потопио неколико немачких и Америчких бродова, а настрадало је око 200 људи. Почетком 20. века у Апији су организовани масовни протести за независност Самое.

## Привреда
Основу привреде града чини трговина која се обавља преко велике луке. Главни извозни производи су риба и копра, а увози се памук, моторна возила, месо и шећер. У Апији се налази и међународни аеродром, а градски саобраћај обављају аутобуси.
Писац Роберт Луис Стивенсон је провео део живота у Апији, и сахрањен је у близини града. 

## Становништво
| Година       |
| Становништво |
| ------------ |

## Партнерски градови
- Комптон

## Галерија
- Градски сат
- Градска катедрала
- Полицијске снаге